# メトロノーム (バンド)
メトロノーム（METRONOME）は、日本のヴィジュアル系バンド。1998年結成。2009年5月31日をもって無期限活動停止。2016年5月31日、活動再開が発表。

## 概要
1998年に結成され、東京を中心に活動開始。
全員が黒を主体としたメイクを施しているヴィジュアル系バンドだが、メンバー全員が同デザインのつなぎを着用しており、音楽性はディーヴォやP-MODEL、有頂天などテクノ・ポップの影響下にある。ニュー・ウェイヴやパンク・ロックなどの色も強い。
歌詞は内向的・依存的・自虐的。初期の頃は「2005年からやって来た」という設定からSF的な表現が多く見られたが「21世紀型宗教音楽」というキャッチフレーズとともに無くなっている。
2009年5月31日に無期限活動停止となったが、2016年5月31日に活動再開。同年9月21日に、シングル「解離性同一人物」でキングレコードからメジャー・デビューした。

## メンバー
シャラク（VOICECORDER）
身長184cm 8月10日生まれ A型。
ボーカル・作詞・作曲を担当。マイクはいわゆる「骸骨マイク」と呼ばれる形状のものを使用。
別名義では「小林写楽」として新宿ゲバルトの戸田宏武とのテクノポップユニットである「FLOPPY」、また同名義で航空電子の楽曲リミックスなどの活動も行っている。
また、テクノユニット無恥鞭アナゴでは「ザザンボ」名義でダンサーとしても参加。
2010年にメトロノームの「コバヤシシャラク」としてcali≠gariのギタリスト・桜井青とPlastic Treeの元ドラマー・ササブチヒロシとともに「カッコー」を結成。
一方、「小林写楽」名義で、2010年にTOKYO HEROS・グルグル映畫館のベース・ゴキミ、メトロノームのドラム・新太郎（シンタロウ）とともに「GalapagosS」を結成。
フクスケ（TALBO-1）
身長183cm 12月9日生まれ O型。
ギター・作詞・作曲を担当。平沢進の影響を受け、ギターは東海楽器・Talboを使用。
「福田福助」名義にて、FLOPPYのサポートギター及びソロユニット「ADAPTER。」としても活動中。
リウ（TALBO-2）
身長175cm 6月1日生まれ B型。
ベース・作詞・作曲を担当。ベースは東海楽器・Talbo Bassを使用。
BEE-315のベース・ボーカルとしても活動し、その後解散した。
また、グルグル映畫館のサポートベースを務めた事もある。
2009年にケラ率いるバンド「ケラ&ザ・シンセサイザーズ」に加入。
メトロノーム活動停止後、MaitoreiAに「RIU」名義で加入するが2010年4月に解散。
2011年から2014年までは「平の奇天烈」名義でボーカル・平の怒っ涛.（コタニキンヤ.）、ギター・チャイナの焼飯（山田巧）とともに結成したバンド「へーけ」のベースとして活動。
および、コタニキンヤ.、巧とのユニット「MC-K2 FACTORY」のベースとして活動中。
また、舞台作品「Sing Equally under the Sky-DIVISION-」のサウンドプロデューサーとして、初演から携わっている。

### 旧メンバー
第一期（1998.08）
シャラク（Vo）、フクスケ（Gu）、ヤジ（Ba）、ケムマキ（Dr）
第二期（1998.09-1998.12）
シャラク（Vo）、EyeX GX A（Gu）、アスカ 姫（Ba）、ケムマキ（Dr）
第三期（1998.12-1999.04）
シャラク（Vo）、EyeX GX A（Gu）、KEI（Ba）、ケムマキ（Dr）
第四期（1999.05-1999.06）
シャラク（Vo)、フクスケ（Gu）、ヤジ（Ba）、ケムマキ（Dr）
第五期（1999.06-2001.04）
シャラク（Voice,Vocoder,Programming）、フクスケ（Talbo,Voice）、ケムマキ（Drums,DigitalPad,Voice）
第六期（2001.04-2001.12）
シャラク（VOICE）、フクスケ（TALBO-1）、リウ（TALBO-2）
第七期（2001.12-2007.05）
シャラク（VOICE→VOICECORDER）、フクスケ（TALBO-1）、リウ（TALBO-2）、ユウイチロー（Dr）
第八期（2007.05-2007.11）
シャラク（VOICECORDER）、フクスケ（TALBO-1）、リウ（TALBO-2）
第九期（2007.11-2009.05）
シャラク（VOICECORDER）、フクスケ（TALBO-1）、リウ（TALBO-2）、シンタロウ（Dr）
第十期（2016.09-）
シャラク（VOICECORDER）、フクスケ（TALBO-1）、リウ（TALBO-2）
七期のドラマーであるユウイチローは2007年にboogiemanを結成し活動中。
九期のドラマーであるシンタロウ（身長180cm 11月23日生まれ A型）は、いろはの元ドラマー（新太郎）。その後FLOPPYのライブでのサポートドラムを担当。「新太郎」名義でシャラクとともに「GalapagosS」を結成。

## 来歴
1998年
- 8月、シャラク、フクスケを中心として結成。東京、神奈川でライブ活動を開始[8]。

1999年
- メンバーチェンジを繰り返していたが、第五期メンバー編成時に音源のリリースが行われる。

2000年
- 5月7日、神楽坂DIMENSIONにて、メトロノーム初企画ライブ「致死量フリーク 症例・1」をスタート[8]。
- 8月8日、同ライブハウスにて企画ライブ「致死量フリーク 症例・2」を決行。また、初のツアーとなる『88→99迄33＝11』をスタートし活動範囲を全国へと広げた。
- 12月9日 神楽坂DIMENSIONにて、ツアー「ヤプー三神・巡礼」のファイナルであり初のワンマンライブとなる「致死量フリーク 症例・4DX ～ヤプーが召喚された夜～」を行いこれを成功させた。

2001年
- 4月6日、神楽坂DIMENSIONにてツアー「進化の度合い」のファイナルワンマンライブ「進化の度合い 最終論」決行。これが第五期最後のライブとなった。
- 4月13日、池袋CYBERにて第六期初のライブ。
- 8月1日、仙台スーパーレコードにて初のインストアライブ。
- 12月29日、第七期のメンバー編成となる。池袋CYBERにて第七期初のライブを行う。

2002年
- 2月より、Gargoyle・グルグル映畫館・電脳オブラアトとのツアー「狂い咲きサンダーロード」をスタート[8]。
- 10月、初の全国ワンマンツアーを開催[8]。

2003年
- 3月より、特撮vsメトロノーム東名阪ツアー「Journey to a Legend'03」をスタート[8]。特撮のギタリストNARASAKIは後にメトロノームのサウンドプロデュースを手がけることとなる。
- 12月1日、公式ファンクラブ「Sample Rate」発足。

2004年
- 6月18日、南堀江Knaveにて「メトロノームFC会員限定イベント～大阪編～-関西で激烈トークは通用するのか?-」開催。
- 12月26日、高田馬場ESPホールにて『一週間』『コンピュータ』『LIFO』の3枚を購入することで応募可能だった抽選制の無料ライブ行う。

2005年
- 2月7日、池袋CYBERにてスマトラ沖地震災害チャリティー公演「FOR ALL CHILDREN」を行う。同月、密室ノイローゼ＆UNDER CODE PRODUCTION PRESENTS PRODUCED by 桜井青＆KISAKI-ヴィジュアル系活性化イベント-「四次元友好条約」に参加。

2006年
- 5月12日、新曲とともに旧譜のダウンロード販売を開始する。

2007年
- 5月6日、名古屋E.L.Lにてライブ[8]「メトロノーム/ART POP ENTERTAINMENT PRESENTS METROPOLIS～Let's Go! Go! Gw!-2007～」が行われる。4月2日にすでに発表されていた通り、この公演でユウイチローが脱退。
- 11月4日、川崎CLUB CITTA'にて「メトロノームONE MAN TOUR-2007-FINAL」が行われる[8]。この公演でシンタロウがメトロノームに正式加入。

2008年
- 6月1日より、「METRONOME10th ANNIVERSARY YEAR メトロノーム～TOKYO 9DAYS～ since2005→1998→2008」を開催[8]。
- 8月25日、「10th Anniversary Special ONE MAN LIVE」を渋谷AXにて行う[8]。これまでで最大の会場において最多動員を記録。

2009年
- 2月10日、公式ホームページにて同年5月31日をもって無期限活動休止の告知がされる[9]。これに伴い休止前の最後のワンマンツアー「Please Push Pause」が開催。
- 5月31日、渋谷C.C.Lemonホール（旧渋谷公会堂）にてラストライブを行い活動休止する[8]。

2016年
- 5月31日、twitter、新HPにて活動再開を報告。
- 9月19日、Zepp Tokyoでのワンマンライブで活動再開[10]。

## ディスコグラフィ

### シングル
1. Single Top Religion （1999年7月26日 METO-0001）
2. ヤプーが召還された街 （2000年8月8日 METO-0002）
  - 帯の文句：これが21世紀型宗教音楽だ!! 聴け!!
3. プラスチック-モデルス 黒 （2001年7月31日 APCRD-0101）
  - 帯の文句：パンクは死んだ。僕は生きよう。
4. PLASTIC-MODELS 銀 （2001年7月31日 APCRD-0102）
  - 帯の文句：テクノは死んだ。僕は生きよう。
5. プラネット （2002年7月31日 TNSR-5001）
  - 帯の文句：君の居場所を僕に作ってあげる。
6. セルフコントロール （2001年9月14日 TNSR-5002）
  - 帯の文句：ピコれ。且つ唸れ。
7. 三つ数えろ （2003年2月15日 TNSR-5006）
  - ライブ会場・通信販売限定
  - 現在はTRICYCLE ENTERTAINMENTから通販で購入可能
8. 妄想トリック （2004年2月1日 APCRD-0401）
  - 帯の文句：『所々に妄想を、、、』
  - 紙ジャケット仕様盤がライブ会場で限定販売された
9. 一週間 （2004年9月18日 TNCH-5025）
  - 帯の文句：あなたの月曜日は来ますか？
  - 3ヶ月連続リリース第一弾
  - 初回盤のみ、2004年12月26日に高田馬場ESP HALLにて行われたクリスマスライブの抽選に応募するために必要だったハガキが封入
10. コンピュータ （2004年10月2日 TNCH-5026）
  - 帯の文句：僕はキカイだから寂しくはないよ。
  - 3ヶ月連続リリース第二弾
  - 初回盤のみ、2004年12月26日に高田馬場ESP HALLにて行われたクリスマスライブの抽選に応募するために必要だったシールが封入
11. 朧/空 （2005年8月3日 APCRD-0501）
12. ボク存在説 （2006年5月2日 APCRD-0601G）
  - 帯の文句：～幻と言われたボクを偶然見つけたお話です～
  - CDエキストラにてLIVE映像（「CRUSH OF MODE TOUR-2006-SPRING COLLECTION」2006.3.30CLUB CITTA公演より4曲）を収録
  - LIVE会場＆通販にて1000枚限定発売
  - 3曲目「ねじ式」以外の楽曲は、2006年5月22日よりMOOCSでダウンロード販売されている
13. 絶望さん （2006年7月29日 APCRD-0602G）
  - 帯の文句：『絶望ですか?』
  - CDエキストラにてLIVE映像（「新宿MARZでシューティング」2006.6.30新宿MARZ公演より2曲）を収録
  - LIVE会場・通販にて限定発売
  - 3曲目「ジキルでハイド」以外の楽曲は、2006年9月20日よりMOOCSでダウンロード販売されている
14. たわいないトワイライト （2007年8月8日 限定盤:APCRD-0704A、通常盤:APCRD-0704B）
  - 帯の文句：他愛ない TWILIGHT を貴女に…。
  - 限定盤:DVD（「たわいない トワイライト」PV、「MATSURI」LIVE映像収録）と2枚組
  - 通常盤と限定盤ではジャケットが異なる
15. ぞんび君 （2007年9月26日 限定盤APCRD-0705A、通常盤APCRD-0705B）
  - 帯の文句：僕も仲間にして下さい…。
  - 限定盤:DVD（「ぞんび君」PV）と2枚組

### アルバム
1. 不機嫌なアンドロイド （2002年1月11日 APCRD-0201）
  - 帯の文句：「僕」は「意味」じゃない。このまま生きて行こうと思った。
2. 1メトロノーム （2003年4月2日 TNCH-10）
  - 帯の文句：病みつけっ!! 唸ってPunk!! ピコってTechno!! 新感覚サウンドにドッぷりハマりやがれっ!!
3. UNKNOWN （2004年4月21日 TNCH-11）
  - 帯の文句：・・・考える迄も無いですよ。
  - NARASAKI(COALTAR OF THE DEEPERS、特撮）がサウンドプロデュース
4. LIFO （2004年11月17日 TNCH-13）
  - 3ヶ月連続リリース第三弾
  - 初回盤のみ、2004年12月26日に高田馬場ESP HALLにて行われたクリスマスライブの抽選に応募するために必要だったシールが封入
5. Electric travel （2005年8月3日 APCRD-0501）
  - 初回限定盤は「月夜の晩、壮絶に生きろ」のリミックスバージョンと、メトロノーム・オリジナルスクリーンセーバーを収録したボーナス盤付の2枚組
6. サイクルリサイクル （限定盤:2007年1月11日 APCRD-0701A、通常盤:2007年1月31日 APCRD-0701B）
  - 帯の文句：ピコれっ! 唸れ! メトロノーム的電子音を体感せよ…
  - 限定盤:DVD（「絶望さん」PV、メイキング映像収録）と2枚組
  - 通常盤:ボーナストラック「薔薇と紅蓮」収録
7. HIGH TO LOW ELECTRO （2008年2月6日 限定盤Atype:APCRD-0705A、通常盤Btype:APCRD-0705B）
  - 帯の文句：僕が世界を統べれば大団円!!（初回盤Atype）、僕がこの世を治めりゃ大団円!!（通常盤）
  - 2008年1月30日よりLIVE会場で先行発売
  - 限定盤:DVD（「ボク偉人伝」PV）と2枚組
  - 通常盤:新曲「絶体絶命」収録
  - 通常盤と限定盤では曲順が異なる
8. COLLECTION （2008年9月3日 APCRD-0801）
  - 帯の文句：…コンニチワ メトロノーム デス。
  - 2008年8月25日LIVE会場で先行発売
  - シングル＆アルバムリードトラック集
  - 「HIGH TO LOW ELECTRO」に収録の3曲以外は、現メンバーにて再度レコーディングした新録バージョン
9. COLLECTION 2 （2008年10月22日 APCRD-0802）
  - 帯の文句：…コンバンワ メトロノームデス。
  - 2008年10月11日よりLIVE会場で先行発売
  - メンバーセレクトによる楽曲を収録
  - 全曲現メンバーでの新録バージョン

### その他参加・配布CDなど
1. 「喰うか喰われるか!!」（配布ビデオ）
  - 「世界はみんな僕の敵」収録
  - 2001年4月30日の横浜 7th AVENUEにて配布
2. 原色の庭（2001年12月5日）
  - 「アリガト」、「ΦD-SANSKRIT」で参加
3. きわもの達の快楽 （2002年4月6日）
  - 「8bitガールズブラボー」、「致死量フリーク」で参加
4. ドクター（配布CD）
5. 東京バビロン（配布CD）
  - 2004年6月27日のShibuya O-Eastワンマンにて配布
6. 四次元友好条約 （2005年2月20日）
  - 「月夜の晩、壮絶に生きろ」で参加
  - 同名イベントの会場限定販売
7. シンセカイ （配布CD）
  - 「シンセカイ」収録
  - 2006年12月22日『サイクルリサイクル』グランドファイナル御来場記念品